# Verwaltungsgemeinschaft Königsbrück
Die Verwaltungsgemeinschaft Königsbrück ist eine Verwaltungsgemeinschaft im Freistaat Sachsen im Landkreis Bautzen. Sie liegt im Westen des Landkreises, zirka 15 km westlich der Stadt Kamenz und 30 km nordöstlich der Landeshauptstadt Dresden. Das Gemeinschaftsgebiet befindet sich in dem überwiegend bewaldeten Heideland der Königsbrücker Heide, welches teilweise zum Landschaftsschutzgebiet Westlausitz gehört. Im Norden des Gemeinschaftsgebietes befindet sich ein ehemaliger Truppenübungsplatz der heute als Königsbrücker Heide das größte Naturschutzgebiet Sachsens ist. In südwestlicher Richtung schließt sich die Laußnitzer Heide an.
Die Stadt Königsbrück wird von der Pulsnitz durchflossen. Durch das Gemeinschaftsgebiet führen die Bundesstraße 97 und die Bundesstraße 98 sowie die Bahnstrecke Dresden–Königsbrück. Südlich des Gemeinschaftsgebietes verläuft die Bundesautobahn 4, welche über die Anschlüsse Hermsdorf und Ottendorf-Okrilla erreichbar ist. Westlich verläuft die Bundesautobahn 13 mit der Anschlussstelle Thiendorf.

## Die Gemeinden mit ihren Ortsteilen
- Königsbrück mit den Ortsteilen Königsbrück (Stadt), Gräfenhain und Röhrsdorf
- Laußnitz mit den Ortsteilen Laußnitz, Glauschnitz und Höckendorf
- Neukirch mit den Ortsteilen Neukirch, Schmorkau, Gottschdorf, Weißbach und Koitzsch